# Quiet Riot (1988)
| Recensione              | Giudizio   |
| ----------------------- | ---------- |
| AllMusic                | [ 1 ]      |
| Sputnikmusic            | 2.0 (Poor) |
| Dizionario del Pop-Rock | [ 3 ]      |

Quiet Riot (in alcune discografie l'album è anche citato come QR) è il sesto album in studio dei Quiet Riot pubblicato nell'ottobre del 1988 per l'Etichetta discografica Pasha Records.

## Il disco
Nonostante i Quiet Riot siano stati una delle band a sfornare uno degli album heavy metal più venduti degli anni 80 (con Metal Health del 1983), è probabilmente vero che la band ottenne più successo del meritato. Le forti vendite di Metal Health vennero infatti provocate prevalentemente dalla hit degli Slade "Cum On Feel the Noize", il successo venne loro attribuito più per il brano in questione che per la qualità del disco in sé. Malgrado due seguiti infruttuosi a Metal Health, i Quiet Riot ritentarono nuovamente nella speranza di bissare il successo di quest'ultimo nel 1988. Dopo un periodo di tensione all'interno della band, il gruppo decise di sostituire il bassista Chuck Wright con Sean McNabb e mentre venne allontanato il frontman, Kevin Dubrow, sostituito con Paul Shortino, proveniente dai Rough Cutt. Questo seguito venne intitolato semplicemente "Quiet Riot", proprio come l'album di debutto del 1978 nell'epoca Rhoads. Questo secondo omonimo stava forse ad indicare un "nuovo" inizio per la band californiana, con "nuove" sonorità e "nuovo" frontman. Shortino è un buon vocalist, ma è evidente la mancanza del carisma di DuBrow. Alle tastiere venne aggiunto Jimmy Waldo, già membro degli Alcatrazz e futuro collaboratore di Vinnie Vincent Invasion e The Scream.
L'album si presenta leggermente differente dal classico stile del gruppo, le sonorità si rifanno al classico pop metal fortemente tinto di atmosfere AOR. Vero che già dal precedente lavoro, la band aveva cercato di indirizzarsi su queste strade più melodiche senza mai ottenere un successo rilevante, ma senza la presenza di DuBrow, vera anima del gruppo, scomparve l'inconfondibile impronta dei Quiet Riot come tutti li avevano conosciuti. Era evidente che i membri della band con la mancanza di DuBrow, non poterono improvvisarsi compositori esperti, e se in alcuni casi in passato, Banali e Cavazo riuscirono a scrivere qualche buon brano senza l'aiuto dell'ex frontman, non è certamente il caso di questo album. Il materiale di questo omonimo si rivela scontato, tentando disperatamente di venire incontro alle tendenze più melodiche dell'epoca; e non era certo il periodo più indicato data l'esplosione delle nuove tendenze sleaze rock, costola dell'hair/pop metal che prendeva le distanze da queste sonorità. Come spesso accade, anche questo lavoro propone però alcune buone hit nascoste tra le varie ballate sdolcinate che tanto caratterizzano l'hair/AOR. Tra i brani di spicco vanno citati "I'm Fallin'", "Coppin' A Feel", "King Of The Hill", "The Joker", che pur connotando completamente un altro stile, possono essere apprezzati, almeno dagli amanti di queste sonorità. Dopo un deludente tour per promuovere il loro album peggiore degli anni 80 (o almeno così lo definì la critica dell'epoca), il gruppo in crisi si sciolse nel 1989. Si riuniranno ufficialmente appena nel 1991 con DuBrow, vero leader carismatico, capace di portare avanti il progetto, senza mai bissare però il successo del biennio 83/84.
Nel 2004 viene pubblicato il DVD '89 Live in Japan contenente alcune esibizioni live del periodo con Shortino in Giappone durante il tour di questo album nel 1989.

## Tracce
Lato A
1. Stay with Me Tonight – 4:38 (Paul Shortino, Frankie Banali, Carlos Cavazo, Spencer Proffer)
2. Callin' the Shots – 4:40 (Frankie Banali, Carlos Cavazo, Paul Shortino, Jimmy Waldo, Spencer Proffer)
3. Run to You – 4:38 (Paul Shortino, Carlos Cavazo, Frankie Banali, Jimmy Waldo)
4. I'm Fallin' – 4:16 (Paul Shortino, Frankie Banali, Carlos Cavazo, Jimmy Waldo, Spencer Proffer)
5. King of the Hill – 4:24 (Frankie Banali, Carlos Cavazo, Paul Shortino, Trevor Rabin)

Lato B
1. The Joker – 3:55 (Carlos Cavazo, Paul Shortino, Frankie Banali, Jon Kirksey, Spencer Proffer)
2. Lunar Obsession – 1:43 (Carlos Cavazo, Paul Shortino, Frankie Banali)
3. Don't Wanna Be Your Fool – 5:01 (Paul Shortino, Frankie Banali, Carlos Cavazo, Jimmy Waldo)
4. Coppin' a Feel – 3:42 (Carlos Cavazo, Frankie Banali, Paul Shortino, Mary Dean)
5. In a Rush – 2:58 (Carlos Cavazo, Frankie Banali, Paul Shortino, Spencer Proffer)
6. Empty Promises – 4:23 (Frankie Banali, Carlos Cavazo, Paul Shortino, Spencer Proffer, Jimmy Waldo)

## Formazione
- Paul Shortino - voce solista, accompagnamento vocale, coro
- Carlos Cavazo - chitarre, accompagnamento vocale, coro
- Sean McNabb - basso
- Frankie Banali - batteria, percussioni

Altri musicisti
- Jimmy Waldo - tastiere, accompagnamento vocale, coro
- Jimmy Johnson - basso (brani: Stay with Me Tonight e Coppin' a Feel)

Note aggiuntive
- Spencer Proffer - produttore (per Pasha), mixaggio
- Sterling Proffer - assistente alla produzione
- Registrazioni (e mixaggio) effettuate al The Pasha Music House di Hollywood (California)
- Hanspeter Huber - ingegnere delle registrazioni, ingegnere del mixaggio
- Alex Woltman e Jeff Clark - ingegneri delle registrazioni aggiunti
- David Brown e Elliot Solomon - assistenti ingegneri delle registrazioni
- Mastering effettuato da Steve Hall al Future Disc di Hollywood (California)
- Carol Peters e Karen Chamberlain - coordinatori (per la Pasha)
- Hugh Syme - art direction
- Jay Buchsbaum - fotografia Band
- Deborah Samuel - fotografie ragazza[10]